# Gabriella Lunghi
Gabriella Lunghi (Londra, 23 settembre 1962) è una conduttrice televisiva e cantante italiana.
Nota grazie alla sua partecipazione, in qualità di conduttrice, alle trasmissioni Colpo grosso e Tutti frutti. 

## Biografia
Nata a Londra al compimento del suo diciottesimo anno di età si è trasferita a Milano, dove ha cominciato la sua carriera artistica come cantante nel 1984 incidendo i singoli Acapulco Nights con lo pseudonimo G.J. Lunghi e Honey Lender brano con cui si esibisce in televisione nella trasmissione Discoring.
Nel corso del tempo ha utilizzato diversi pseudonimi: come Jennifer Munday, ha inciso il brano Invisible che fu inserito nella compilation Mixage 7.
Nella stagione 1991-1992 affianca come co-conduttrice Maurizia Paradiso nella trasmissione cult di Italia 7 Colpo grosso. Da febbraio 1992, in seguito all'abbandona della Paradiso dalla conduzione del programma, viene promossa come conduttrice del programma insieme a Massimo Guelfi.
Ha ricoperto lo stesso ruolo successivamente nella versione tedesca del programma, intitolata Tutti frutti, trasmessa da RTL Television.

## Programmi televisivi
- Di che vizio sei? (1988)
- Il TG delle vacanze (1991)
- Colpo grosso (1992)
- Tutti frutti (1992-1993)

## Discografia

### Singoli
- 1984 - Acapulco Nights, Durium
- 1984 - Honey Lender, Turbo Records
- 1985 - Dynamite, Durium
- 1986 - Invisible, Baby Records
- 1988 -  If You Say You Love Me, Memory Record
- 1989 - We All Live In A Babylon/Knock Me Out, Sound-System Records
- 1989 - Rock-A-Bye My Love/Out Of Time, BMG
- 2023 - Under The Roman Moon, MEM Music Productions
- 2024 - Saturday Night, Flashback Records

## Filmografia

### Cinema
- La stazione, regia di Sergio Rubini (1990)